# Towarzystwo Polsko-Albańskie
Towarzystwo Polsko-Albańskie (TPA) – stowarzyszenie działające w Polsce, którego celem jest propagowanie w Polsce wiedzy o Albanii i Albańczykach i wspieranie przedsięwzięć prowadzących do wzajemnego poznawania się Polaków i Albańczyków. Kontynuuje tradycje Towarzystwa Przyjaźni Polsko-Albańskiej, działającego w latach 50. XX w.
Spotkanie założycielskie TPA miało miejsce 16 kwietnia 1994, w budynku Ambasady Republiki Albanii w Warszawie. Wzięło w nim udział 33 osoby, których łączyły różne doświadczenia związane z Albanią, a także chęć poznania tego kraju. Pierwszym prezesem zarządu została prof. Jolanta Mindak – slawistka, pełniąca wówczas funkcję wicedyrektora Instytutu Filologii Słowiańskich Uniwersytetu Warszawskiego. Następcą J.Mindak na stanowisku prezesa był Jacek Przeniosło.
Pierwsze inicjatywy podjęte przez Stowarzyszenie koncentrowały się na przybliżaniu Polakom kultury albańskiej. Temu służyła otwarta w listopadzie 1994 roku w Węgierskim Instytucie Kultury wystawa malarstwa albańskiego (Ali Oseku, Edmond Gjikopuli). Na przełomie listopada i grudnia 1996 r. w Warszawie odbył się Przegląd Filmu Albańskiego, na którym zaprezentowano cztery filmy fabularne, w tym prezentowany po raz pierwszy w Polsce obraz powstały w koprodukcji polsko-albańskiej: Pułkownik Bunkier, w reżyserii Kujtima Çashku. Z inicjatywy TPA powstało w 1995 r. w Tiranie Towarzystwo Fryderyka Chopina, które organizuje konkursy pianistyczne.
Z inicjatywy TPA doszło także do zorganizowania kilku konferencji naukowych. W 1995 na Uniwersytecie Toruńskim została zorganizowana sesja poświęcona dwóm polskim albanologom: Wacławowi Cimochowskiemu i Włodzimierzowi Pająkowskiemu. W 2002 r. na Uniwersytecie Warszawskim miała miejsce sesja poświęcona 90 rocznicy albańskiej Deklaracji Niepodległości.
Na mocy statutu TPA z 1994 r. siedzibą stowarzyszenia są Otrębusy. Władze TPA stanowią: Walne Zgromadzenie Członków, Zarząd i Komisja Rewizyjna. Zarząd, w skład którego wchodzą: prezes, dwóch wiceprezesów, sekretarz i skarbnik jest wybierany na dwuletnią kadencję przez Walne Zgromadzenie Członków, w głosowaniu tajnym. Stowarzyszenie liczy około 130 członków.
Na walnym zebraniu członków Towarzystwa, które odbyło się w Warszawie 22 kwietnia 2017 dokonano wyboru nowych władz. Prezesem Towarzystwa została wybrana po raz kolejny Dorota Horodyska.